# Althea Reinhardt
Althea Rebecca Reinhardt (Århus 1996. szeptember 1. –) junior világ-és Európa-bajnok, ifjúsági világbajnok, és felnőtt világbajnoki-és olimpiai bronzérmes dán válogatott kézilabdázó, kapus. Jelenleg az Odense és a dán válogatott játékosa. A klubcsapatában és a válogatottban is egyaránt 16-os mezszámban játszik.

## Pályafutása
Reinhardt Nykøbingben nevelkedett,és kézilabda pályafutását is itt kezdte el 11 éves korában. 2007-től 2015-ig játszott a Nykøbing Falster HK csapatánál. 2015-ben egy szezonra írt alá a Roskilde együtteséhez. 2016-ban Odensebe került, ahol 2 éves szerződést írt alá, ám a 2017/2018-as szezon végén meghosszabbította a szerződését.
Reinhardt az összes korosztályos dán válogatottban szerepet kapott. Játszott a dán junior válogatottban, az U18-as válogatottban,és 2016 óta a felnőtt dán válogatottban is.

## Sikerei
- U18-as világbajnokság
  -  Bronzérmes: 2014
- junior világbajnokság
  -  Aranyérmes: 2016
- U19-es Európa-bajnokság
  -  Aranyérmes: 2015
- U17-es Európa-bajnokság
  -  Bronzérmes: 2013
- All-Star Csapat
  - Legjobb kapus: 2013, 2016